# Tratados de Córdoba

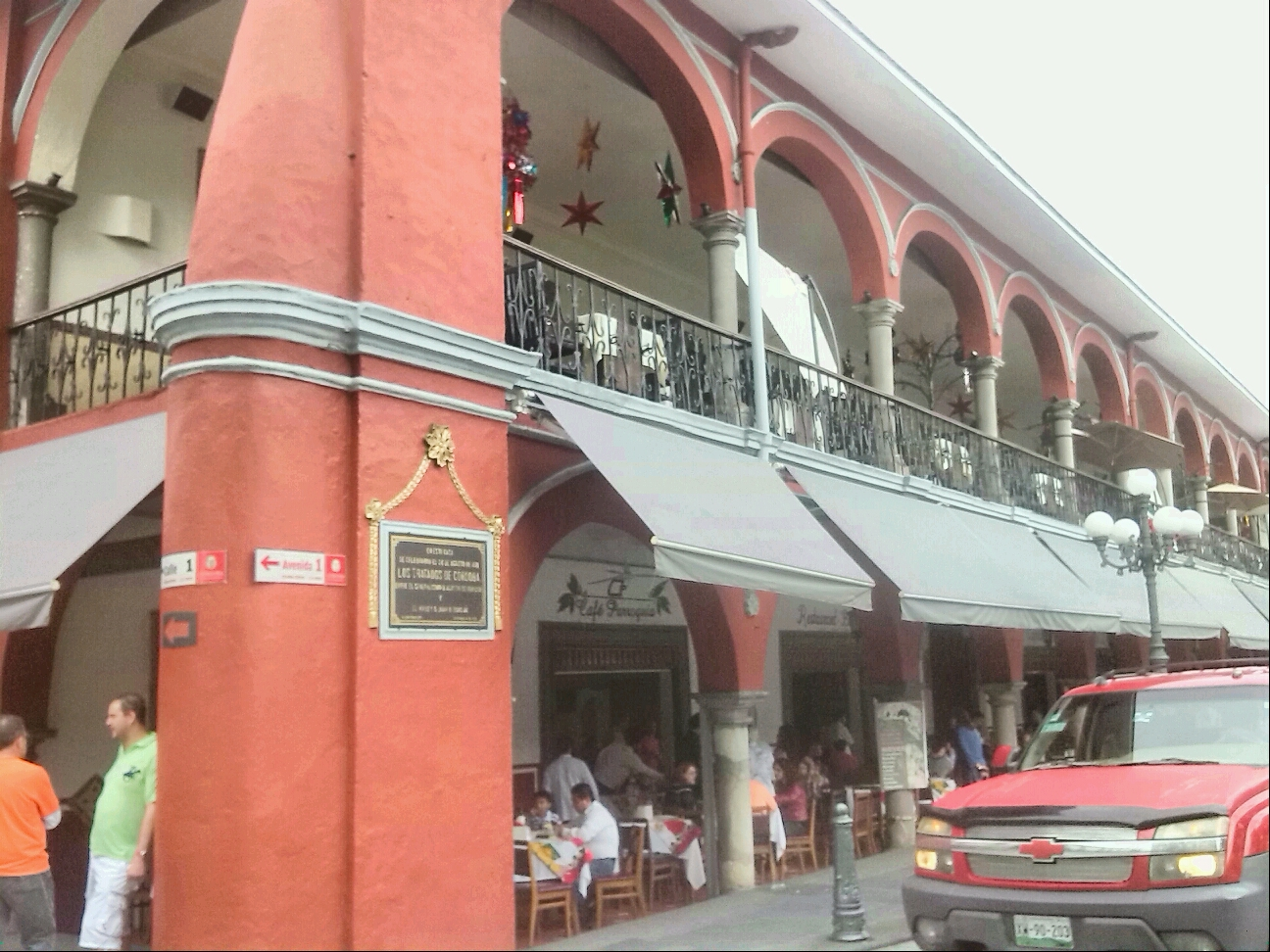
Casa donde se firmaron los Tratados de Córdoba

Los Tratados de Córdoba es un documento en el que se acuerda la Independencia de México y la retirada de las tropas españolas de la capital del país, firmado en la ciudad de Córdoba, Veracruz, el 24 de agosto de 1821, por Agustín de Iturbide (comandante del Ejército Trigarante) y por Juan O'Donojú (jefe político superior de la Provincia de Nueva España), días después de la batalla de Azcapotzalco. El texto está compuesto por diecisiete artículos que representan una extensión al Plan de Iguala. Dicho acuerdo fue rechazado por el gobierno de España. El reconocimiento de la independencia mexicana ocurre mediante otro acuerdo, del 28 de diciembre de 1836, el «Tratado de paz y amistad entre México y España».

## Contenido
En dicho tratado pretende el reconocimiento de México como un imperio independiente de la Monarquía española. El imperio mexicano se reconocía como monárquico constitucional y moderado. En primer término el gobierno de la nación independiente mexicana se ofrecía a la familia de Borbón, en primer lugar a Fernando VII de Borbón, y no presentándose en México en el término que su congreso lo señalara para prestar juramento, sería llamados en su caso sus hermanos, los infantes Carlos, Francisco de Paula, o su sobrino el duque Carlos Luis, —este último hijo de María Luisa de Borbón y nieto de Carlos IV de España— u otro individuo de casa reinante que determinara el congreso; en caso de que ninguno de éstos aceptase la corona del Imperio mexicano, las cortes imperiales designarían al nuevo monarca mexicano, sin especificar si debía pertenecer a alguna casa reinante europea o si podía nombrarse a cualquier mexicano.
Esta última frase no había sido contemplada en el Plan de Iguala, fue convenientemente adicionada por Iturbide para dejar abierta la oportunidad de ser electo un ciudadano Mexicano. Por otra parte, Juan O'Donojú en su carácter de jefe político superior no estaba capacitado para firmar el documento, pero accedió a firmarlo a título personal.

## Firma y consecuencias

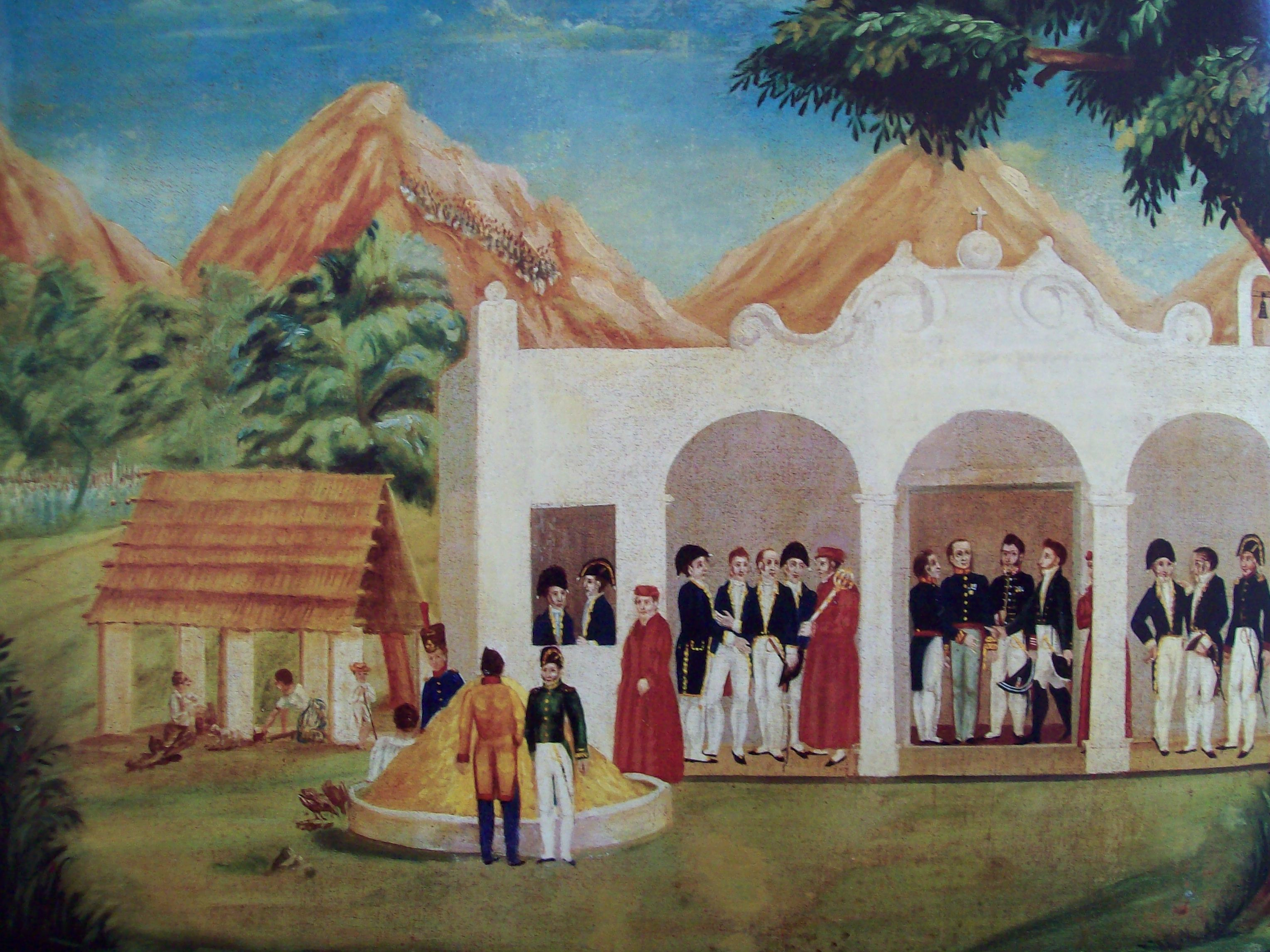
Entrevista del 13 de septiembre de 1821 de los señores generales O'Donojú y Novella con el general de las Tres Garantías Agustín de Iturbide en Tacubaya.

O'Donojú no tenía facultades en esta potestad para renunciar a ninguna parte del territorio español, pero una vez firmados los tratados, O'Donojú envió una copia dirigida a Francisco Novella quien se encontraba en la Ciudad de México. Novella, que ejercía como jefe de gobierno y capitán general de Nueva España, convocó a una junta de guerra a la que asistieron miembros de la diputación provincial, del ayuntamiento, del clero y los más altos jefes militares. Concluyeron que el documento debería ser ratificado por el gobierno español y solicitaron la presencia de O'Donojú, que aunque reconoció sus grados militares, no así el cargo político de Novella adquirido con la destitución de Juan Ruiz de Apodaca. Se concertó una reunión en Tacubaya, la cual se celebró el 13 de septiembre con la presencia de Iturbide. Novella, los miembros del Ayuntamiento y de la diputación provincial reconocieron a O'Donojú como el nuevo jefe político Superior tras varias horas de discusión a puertas cerradas.
El 27 de septiembre de 1821, el Ejército Trigarante (o de las Tres Garantías) entra a la Ciudad de México y el 28 de septiembre los mexicanos elaboran el Acta de Independencia de México que declara su independencia. Seguidamente Juan de O'Donojú murió de forma súbita el 8 de octubre de 1821 en México. Las Cortes españolas rechazaron el Tratado de Córdoba y la independencia mexicana, publicando esta determinación en la Gaceta de Madrid los días 13 y 14 de febrero de 1822.  El Congreso constituyente mexicano proclama a Agustín de Iturbide emperador de México el 18 de mayo de 1822. El 19 de marzo de 1823 Iturbide abdica tras la Revolución del Plan de Casa Mata, y el Congreso mexicano consideró nulos el Plan de Iguala y los Tratados de Córdoba que unieron al país y otorgaban la independencia mexicana.